# Eunola (Alabama)
Eunola es un lugar designado por el censo ubicado en el condado de Geneva en el estado estadounidense de Alabama. En el censo de 2000, su población era de 182. 

## Demografía
En el 2000 la renta per cápita promedia del hogar era de $ 26.250$ , y el ingreso promedio para una familia era de 32.188$. El ingreso per cápita para la localidad era de 15.120$. Los hombres tenían un ingreso per cápita de 25.000$ contra 16.250$ para las mujeres.

## Geografía
Eunola está situado en 31°2′20″N 85°50′43″O / 31.03889, -85.84528 (31.038766, -85.845415).
Según la Oficina del Censo de los EE. UU., la ciudad tiene un área total de 0.96 millas cuadradas (2.49 km ²).